# ۵۳ (میلادی)
۵۳ (میلادی) پنجاه و سومین سال تقویم میلادی است.

## رویدادها
بر اساس مکان
امپراتوری روم
- امپراتور کلودیوس، هیرود آگریپای دوم را از چهار سال سلطنت خالکیس در یونان برکنار کرد.
- دسیموس جونیوس سیلانوس تورکواتوس و کوئینتوس هاتریوس آنتونینوس کنسول روم شدند.
- کلودیوس حکمی از سوی سناتورها دریافت می‌کند که به موجب آن، صلاحیت رسیدگی به پرونده‌های مالی به دادستان‌های امپراتوری واگذار می‌شود. این امر نشان‌دهنده‌ی تقویت قابل توجه قدرت امپراتوری به ضرر سنا است.[۱]
- ۹ ژوئن - نرون توسط کلودیوس به فرزندی پذیرفته شد و با دختر ۱۴ ساله‌اش کلودیوس اکتاویا ازدواج کرد.
- کلودیوس، نرون را به عنوان جانشین خود می‌پذیرد، که این به ضرر بریتانیکوس، پسرش از همسر اولش، والریا مسالینا، تمام می‌شود.[۲]
- تیرداد یکم، برادر بلاش یکم، به عنوان دشمن رومیان در ارمنستان به قدرت رسید.[۳]

کره
- ته‌جو فرمانروای پادشاهی گوگوریو می‌شود.[۴]

بر اساس موضوع
دین
- اوودیوس جانشین سنت پیتر به عنوان پاتریارک انطاکیه می‌شود.[۵]
- پولس رسول رساله خود را به غلاطیان از افسوس می‌نویسد (تاریخ تقریبی)

هنر و علوم
- سنکا تراژدی آگاممنون را می‌نویسد، که قصد دارد آن را به عنوان آخرین فصل از سه‌گانه‌ای شامل دو تراژدی دیگرش، مدئا و ادیپ، بخواند.

## زادگان
- (سال تقریبی) مارکوس اولپیوس ترایانوس، امپراتور روم (متوفی 117)[۶]

- دومیتیا لونگینا، ملکه روم (تاریخ تقریبی)

- کانیشکا اول، فرمانروای هندی امپراتوری کوشان (متوفی ۱۵۰)

## درگذشتگان
- موبون، حاکم کره‌ای گوگوریو[۴]